# Diocesi di Oria

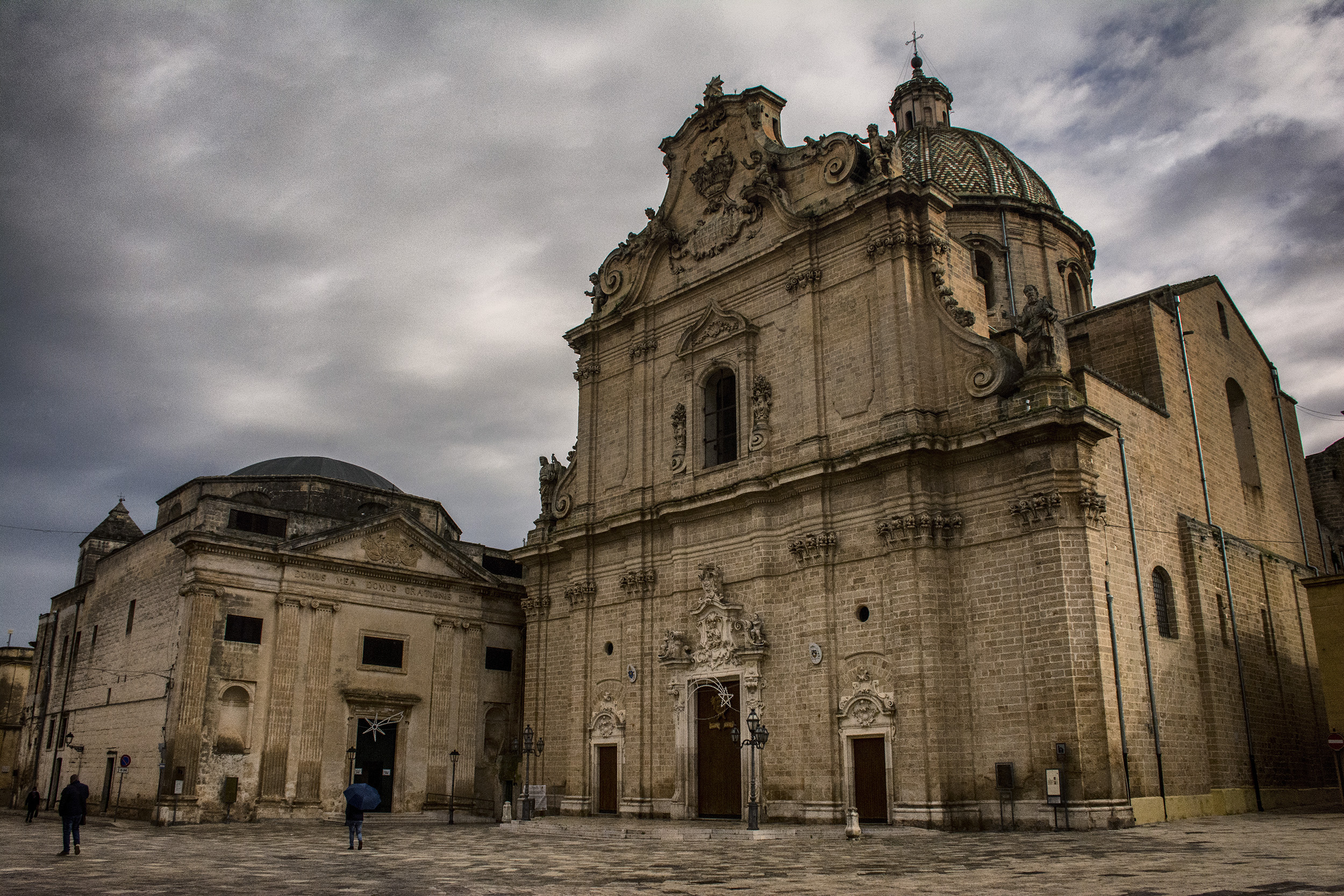
La basilica minore del Santissimo Rosario a Francavilla Fontana.

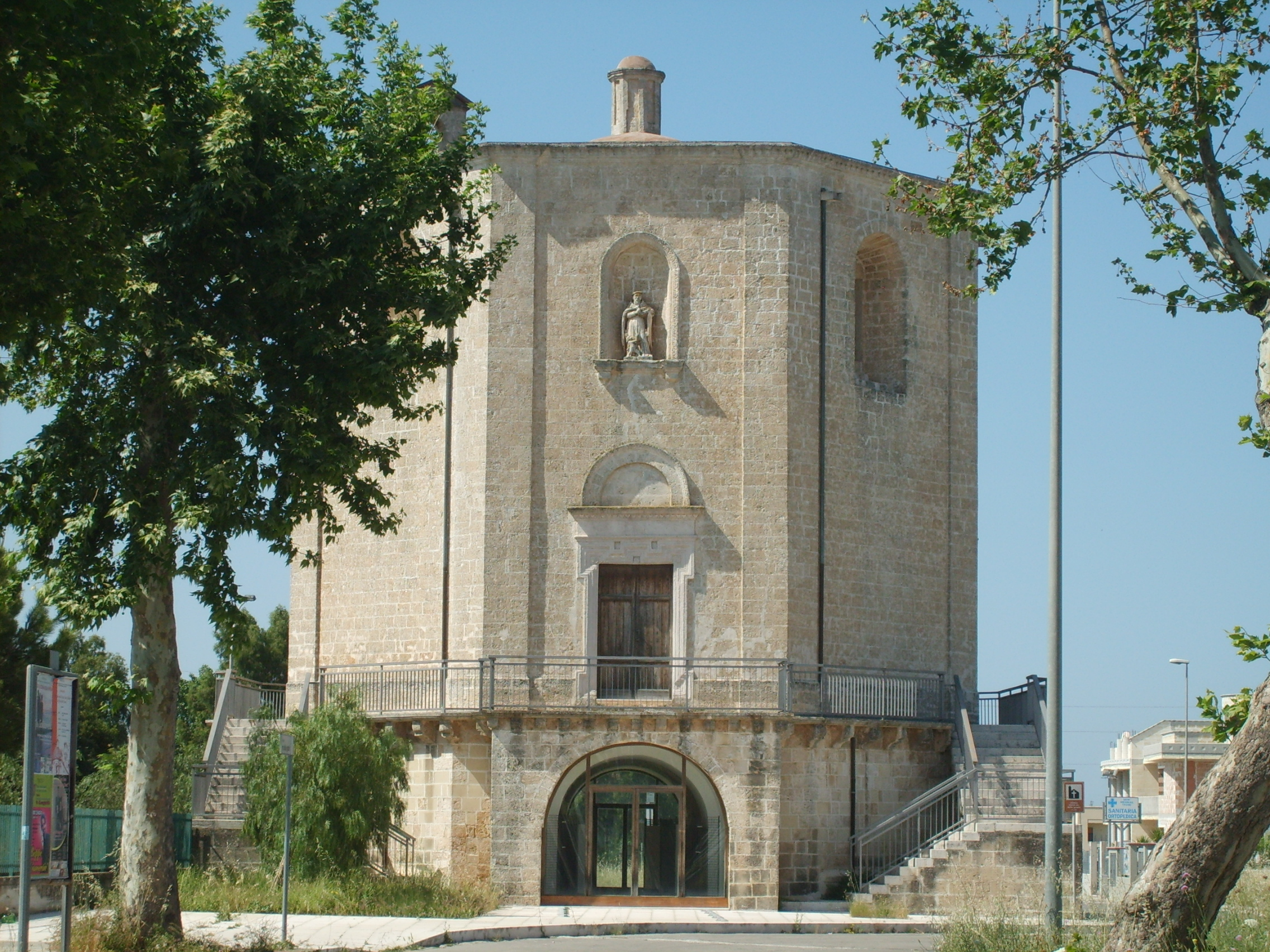
Francavilla Fontana, Santa Maria delle Grazie.

Villa Castelli, San Vincenzo de' Paoli.

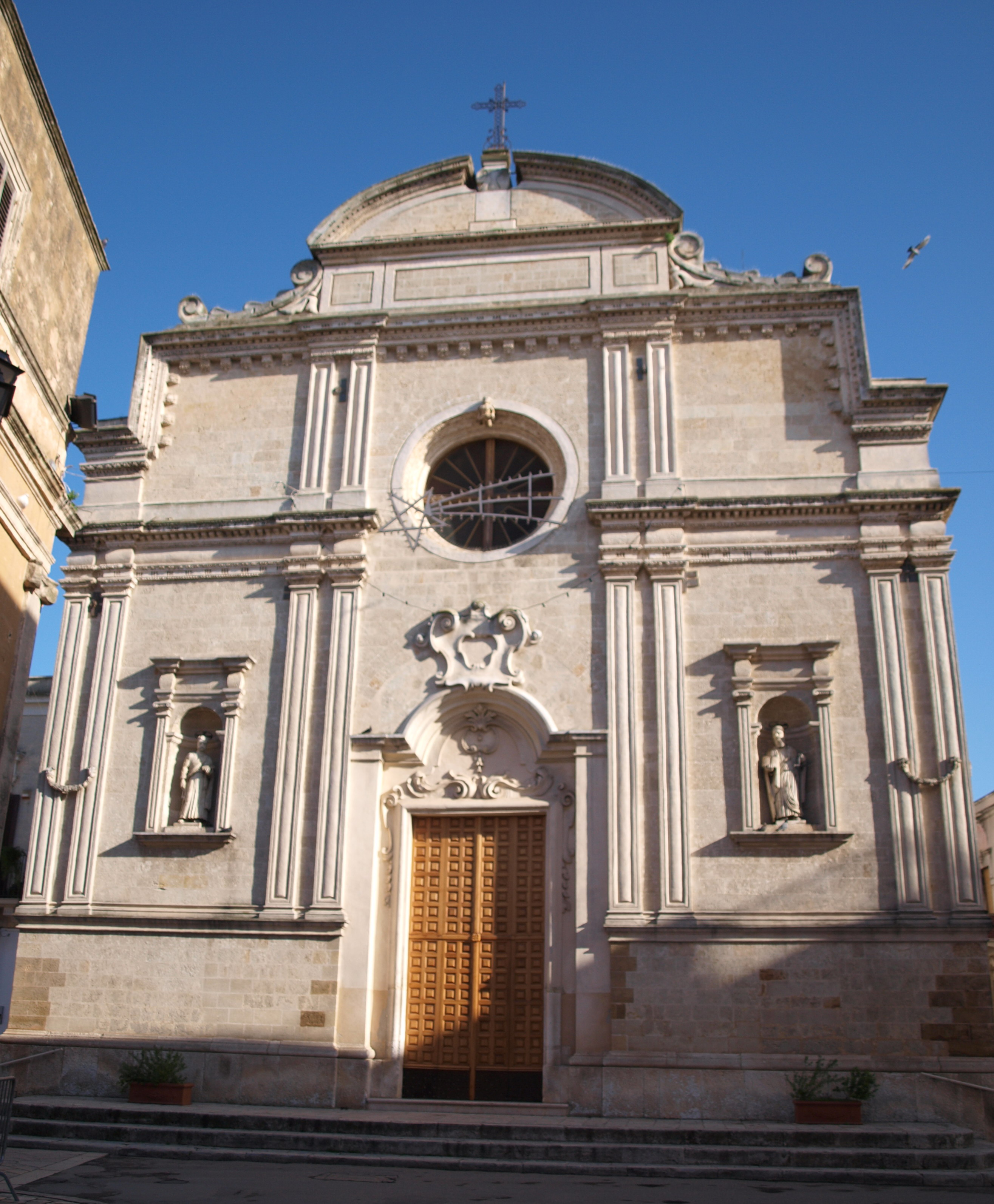
Latiano, Santa Maria della Neve.

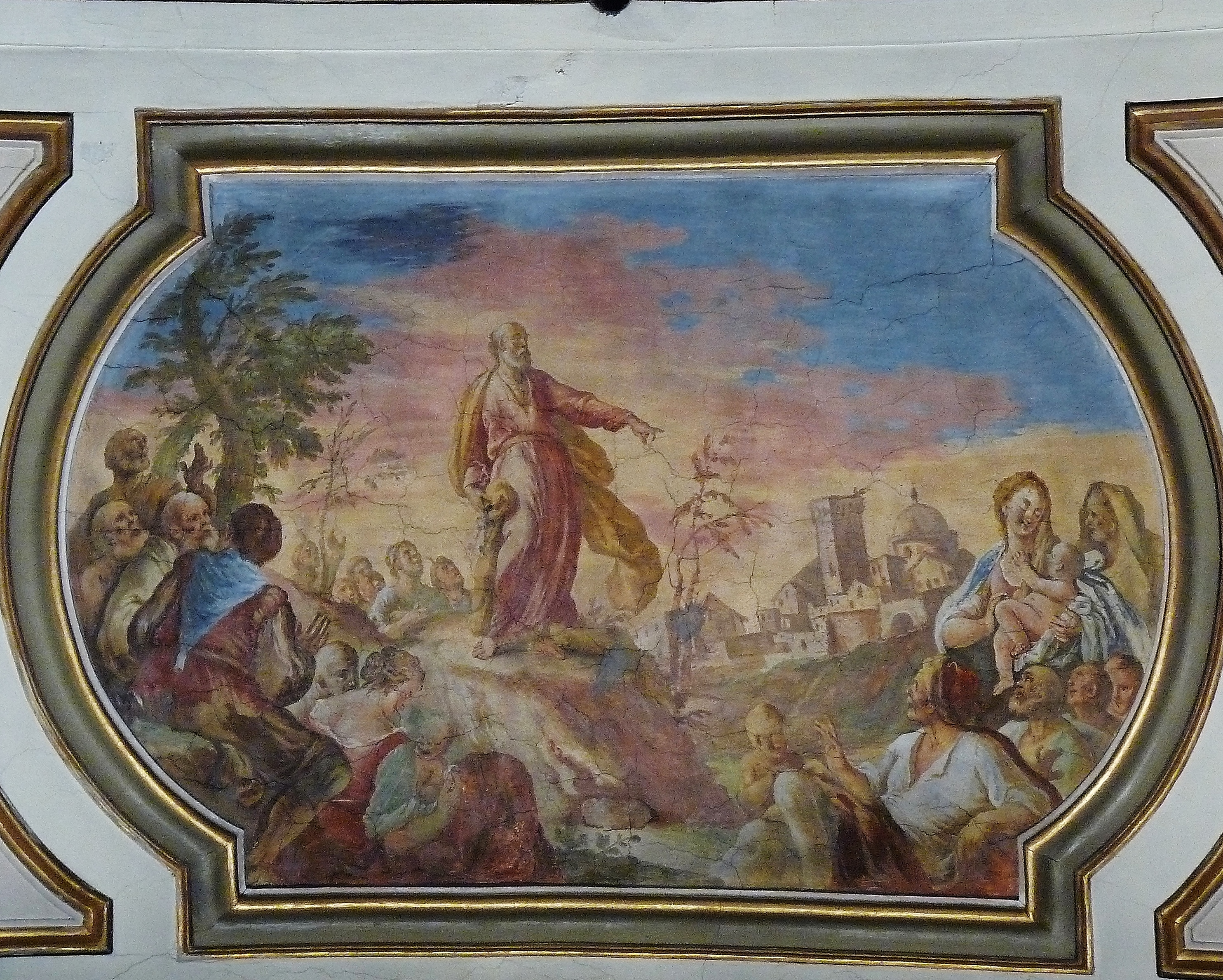
Ceglie Messapica, Collegiata Maria Vergine Assunta, affresco di Domenico Carella.

La diocesi di Oria (in latino Dioecesis Uritana) è una sede della Chiesa cattolica in Italia suffraganea dell'arcidiocesi di Taranto appartenente alla regione ecclesiastica Puglia. Nel 2023 contava 165.205 battezzati su 174.432 abitanti. È retta dal vescovo Vincenzo Pisanello.
Patrono della diocesi è san Barsanofio.

## Territorio
La diocesi comprende 11 comuni della Puglia:
- 7 in provincia di Brindisi: Oria, Ceglie Messapica, Erchie, Francavilla Fontana, Latiano, Torre Santa Susanna e Villa Castelli;
- 4 in provincia di Taranto: Avetrana, Maruggio, Sava e Manduria.

Sede vescovile è la città di Oria, dove si trova la basilica cattedrale dedicata a Maria Santissima Assunta in Cielo. A Francavilla Fontana sorge la basilica minore del Santissimo Rosario.
Il territorio si estende su 921 km² ed è suddiviso in 42 parrocchie.

## Storia
La tradizione petrina, comune a molte città della Puglia, attribuisce la diffusione del cristianesimo nella terra di Oria al passaggio e alla predicazione dell'apostolo Pietro che, nel suo viaggio da Antiochia a Roma, approdò nel golfo di Taranto e da qui raggiunse Oria, dove predicò il vangelo e consacrò il primo vescovo. «Quasi sicuramente però l'incontro di questi territori con il cristianesimo è da attribuire sia alla presenza proprio a Oria di una fiorente comunità ebraica, sia al passaggio in queste zone dell'ultimo tratto dell'Appia, la più importante delle vie consolari romane, che non smise di fungere da arteria di comunicazione di uomini, esperienze, merci ed eserciti anche dopo la caduta dell'impero romano.»
L'esistenza invece di una diocesi a Oria è da mettere in relazione con la distruzione della città di Brindisi da parte dei Longobardi (668-677), che causò il trasferimento della sede dei vescovi brindisini a Oria. L'esistenza certa di un Uriatensis episcopus è attestata in un documento di papa Adriano I del 785. Il primo vescovo di Brindisi a Oria fu Magelpoto, nome di origine longobarda, la cui iscrizione dedicatoria, databile all'VIII secolo, è stata trovata nel 1942. Tra i vescovi di questo periodo il più noto è Teodosio (o Teodoro), il cui episcopato è durato per circa trent'anni, dall'865 all'895: durante il suo episcopato convivevano nella diocesi di Oria il rito bizantino e il rito latino, seguiti rispettivamente dai fedeli di ceppo bizantino e longobardo.
Verso la fine del X secolo i rapporti tra bizantini e latini divennero più conflittuali ed ebbero una crisi in occasione dell'assassinio del vescovo Andrea nel 979 da parte di un funzionario dell'imperatore d'Oriente. Questo determinò forse l'allontanamento dei vescovi da Oria, perché il successore Gregorio I, nei suoi atti si nominò episcopus Ecclesie Brundisine et Monopolitane seu Stunense civitatis, ossia vescovo di Brindisi e Monopoli o della città di Ostuni. A partire dal successivo vescovo, Giovanni (primi decenni dell'XI secolo), è documentata l'elevazione della sede ad arcidiocesi metropolitana, con due diocesi suffraganee, Ostuni e Monopoli.
A partire dal 1089 con Godino, gli arcivescovi ricevettero in più occasioni l'ordine di trasferire la propria residenza a Brindisi, città che i Normanni, nuovi padroni della regione, avevano ricostruito dopo l'abbandono durato diversi secoli. Le reiterate disposizioni dei pontefici sono indizio che gli arcivescovi erano restii a ritornare a Brindisi. La bolla papale del 1089 attesta che la sede vescovile era stata in passato trasferita a Oria per la distruzione di Brindisi e che quindi non era mai stata eretta una diocesi a Oria, che invece era stata sede "momentanea" dei vescovi brindisini. A causa delle proteste del clero e dell'università oritana, i papi dovettero intervenire in più occasioni per confermare la supremazia di Brindisi e la sottomissione di Oria agli arcivescovi brindisini.
L'inasprirsi dei rapporti tra Oria e Brindisi nella seconda metà del XVI secolo determinarono i pontefici a dividere definitivamente le due città. L'8 maggio 1591, con la bolla Regiminis Universae Ecclesiae di papa Gregorio XIV, fu eretta la diocesi di Oria con territorio sottratto all'arcidiocesi di Brindisi e la nuova sede episcopale fu resa suffraganea dell'arcidiocesi di Taranto. La divisione poté essere attuata anche grazie alla decisione dell'arcivescovo Giovanni Carlo Bovio che più di vent'anni prima aveva provveduto a costruire un palazzo vescovile ad Oria, oltre a risiedere per diverso tempo nella città.
Fu nominato primo vescovo il teatino Vincenzo Del Tufo, che governò la diocesi solo per quattro anni. Il successore Lucio Fornari (1601-1618) indisse una visita pastorale della diocesi; altri vescovi, soprattutto religiosi, si impegnarono per la riforma della diocesi in attuazione dei decreti tridentini. Nel 1743 un terremoto danneggiò pericolosamente la cattedrale romanica fatta edificare dall'arcivescovo brindisino Pellegrino I nella prima metà del XIII secolo; la completa ricostruzione in stile barocco fu avviata durante l'episcopato di Castrese Scaia (1746-1755). Alla fine del Settecento si distinse in particolare il vescovo Alessandro Maria Calefati 1781-1794), erudito e storico, che ebbe cura di raccogliere tutta la documentazione relativa alla Chiesa di Oria.
L'Ottocento fu travagliato per la vita della diocesi, che vide lo scontro tra clero riformista e clero tradizionalista. Emblema di questo scontro le vicende del vescovo filo-borbonico Luigi Margarita (1851-1888), che fu costretto ad abbandonare per un certo periodo la diocesi a causa delle accuse di simonia rivoltegli da una parte del suo clero.
L'inizio del Novecento è caratterizzato dal lungo episcopato di Antonio di Tommaso (1903-1947) e dalla presenza in diocesi di due santi, il laico Bartolo Longo, nativo di Latiano, beatificato da papa Giovanni Paolo II, e il sacerdote Annibale Maria di Francia che fece di Oria uno dei centri per la diffusione del carisma della congregazione rogazionista.

## Cronotassi dei vescovi
Si omettono i periodi di sede vacante non superiori ai 2 anni o non storicamente accertati.
- Magelpoto † (prima metà dell'VIII secolo)
- Paolo † (IX secolo)[7]
- Teodosio † (circa 865 - circa 895 deceduto)
- Andrea † (prima del 977 - 979 deceduto)[8]
- Gregorio I † (circa 987 - circa 996 deceduto)
- Giovanni † (circa 996 - dopo il 1033)
- Leonardo o Nardo † (documentato nel 1043/1044)
- Eustasio † (circa 1051 - dopo il 1071)
- Gregorio II † (1074 - circa 1080 deceduto)
  - Sede unita a Brindisi (1085-1591)
- Vincenzo Del Tufo, C.R. † (10 giugno 1596 - 22 settembre 1600 deceduto)
- Lucio Fornari † (16 settembre 1601 - settembre 1618 deceduto)
- Giandomenico Ridolfi, C.R. † (27 gennaio 1620 - 15 luglio 1630 deceduto)
- Marco Antonio Parisi † (24 novembre 1632 - 24 gennaio 1649 deceduto)
- Raffaele di Palma Castiglione, O.F.M.Conv. † (14 febbraio 1650 - 5 marzo 1674 deceduto)
- Carlo Cuzzolino † (9 settembre 1675 - 25 febbraio 1697 nominato vescovo di Pozzuoli)
- Tommaso Maria Francia, O.P. † (3 giugno 1697 - 28 gennaio 1719 deceduto)
- Giovanni Battista Labanchi † (27 maggio 1720 - 23 luglio 1745 deceduto)
- CastreseScaia † (28 novembre 1746 - 12 ottobre 1755 deceduto)
- Francesco Antonio De Los Reyes † (5 aprile 1756 - 19 febbraio 1769 deceduto)
- Giovanni Capece † (12 marzo 1770 - novembre 1770 deceduto)
- Enrico Celaja † (30 marzo 1772 - marzo 1780 deceduto)
- Alessandro Maria Calefati † (17 settembre 1781 - 30 dicembre 1794 deceduto)
  - Sede vacante (1794-1798)
- Fabrizio Cimino, C.SS.R. † (29 gennaio 1798 - 22 marzo 1818 deceduto)
- Francesco Saverio Trigiani, O.F.M.Conv. † (21 dicembre 1818 - 27 dicembre 1828 dimesso)
- Michele Lanzetta † (18 maggio 1829 - 6 aprile 1832 dimesso[9])
- Giandomenico Guida, C.M. † (29 luglio 1833 - 16 dicembre 1848 deceduto)
  - Sede vacante (1848-1851)
- Luigi Margarita, C.M. † (17 febbraio 1851 - 15 aprile 1888 deceduto)
- Tommaso Montefusco † (1º giugno 1888 - 21 giugno 1895 deceduto)
- Teodosio Maria Gargiulo † (21 giugno 1895 succeduto - 16 dicembre 1902 deceduto)
- Antonio di Tommaso † (22 giugno 1903 - 8 febbraio 1947 dimesso[10])
- Alberico Semeraro † (1º maggio 1947 - 17 marzo 1978 ritirato)
- Salvatore De Giorgi (17 marzo 1978 succeduto - 4 aprile 1981 nominato arcivescovo di Foggia e vescovo di Bovino e di Troia)
- Armando Franco † (12 settembre 1981 - 15 dicembre 1997 deceduto)
- Marcello Semeraro (25 luglio 1998 - 1º ottobre 2004 nominato vescovo di Albano)
- Michele Castoro † (14 maggio 2005 - 15 luglio 2009 nominato arcivescovo di Manfredonia-Vieste-San Giovanni Rotondo)
- Vincenzo Pisanello, dal 23 gennaio 2010

## Prelati originari della diocesi
- Domenico Caliandro (Ceglie Messapica, 5 settembre 1947), vescovo di Ugento-Santa Maria di Leuca (1993-2000) e di Nardò-Gallipoli (2000-2012), arcivescovo di Brindisi-Ostuni (2012-2022)
- Gianfranco Gallone (Ceglie Messapica, 20 aprile 1963), arcivescovo titolare di Mottola (dal 2019), nunzio apostolico in Zambia e in Malawi (2019-2023) e in Uruguay (dal 2023)
- Fernando Filoni (Manduria, 15 aprile 1946), Cardinale vescovo del titolo di Nostra Signora di Coromoto in San Giovanni di Dio, Gran Maestro dell'Ordine equestre del Santo Sepolcro di Gerusalemme (dal 2019)

## Statistiche
La diocesi nel 2023 su una popolazione di 174.432 persone contava 165.205 battezzati, corrispondenti al 94,7% del totale.
| anno | popolazione | popolazione | popolazione | presbiteri | presbiteri | presbiteri | presbiteri                | diaconi | religiosi | religiosi | parrocchie |
| anno | battezzati  | totale      | %           | numero     | secolari   | regolari   | battezzati per presbitero | diaconi | uomini    | donne     | parrocchie |
| ---- | ----------- | ----------- | ----------- | ---------- | ---------- | ---------- | ------------------------- | ------- | --------- | --------- | ---------- |
| 1949 | 148.600     | 150.000     | 99,1        | 172        | 83         | 89         | 863                       |         | 130       | 168       | 21         |
| 1969 | 161.430     | 161.664     | 99,9        | 166        | 63         | 103        | 972                       |         | 134       | 297       | 29         |
| 1980 | 171.500     | 173.436     | 98,9        | 133        | 58         | 75         | 1.289                     |         | 95        | 343       | 35         |
| 1990 | 175.000     | 178.486     | 98,0        | 127        | 54         | 73         | 1.377                     |         | 90        | 280       | 42         |
| 1999 | 177.600     | 180.571     | 98,4        | 108        | 56         | 52         | 1.644                     | 6       | 65        | 268       | 40         |
| 2000 | 178.700     | 181.694     | 98,4        | 109        | 59         | 50         | 1.639                     | 6       | 63        | 265       | 42         |
| 2001 | 178.700     | 181.694     | 98,4        | 110        | 62         | 48         | 1.624                     | 6       | 59        | 236       | 42         |
| 2002 | 178.700     | 181.694     | 98,4        | 114        | 67         | 47         | 1.567                     | 6       | 58        | 236       | 42         |
| 2003 | 178.700     | 181.694     | 98,4        | 109        | 62         | 47         | 1.639                     | 6       | 64        | 235       | 42         |
| 2004 | 178.700     | 181.694     | 98,4        | 121        | 63         | 58         | 1.476                     | 6       | 59        | 236       | 42         |
| 2013 | 167.800     | 177.743     | 94,4        | 118        | 76         | 42         | 1.422                     | 5       | 45        | 197       | 43         |
| 2016 | 168.800     | 177.650     | 95,0        | 112        | 76         | 36         | 1.507                     | 4       | 38        | 195       | 43         |
| 2019 | 165.050     | 174.415     | 94,6        | 104        | 77         | 27         | 1.587                     | 4       | 27        | 138       | 43         |
| 2021 | 165.198     | 174.206     | 94,8        | 97         | 75         | 22         | 1.703                     | 4       | 24        | 144       | 42         |
| 2023 | 165.205     | 174.432     | 94,7        | 97         | 76         | 21         | 1.703                     | 3       | 23        | 144       | 42         |